# Koeleria brevis
Koeleria brevis är en gräsart som beskrevs av Christian von Steven. Koeleria brevis ingår i släktet tofsäxingar, och familjen gräs. Inga underarter finns listade i Catalogue of Life.